# Nicola Boccuzzi
(Motto personale)
Nicola Boccuzzi (Ruvo di Puglia, 19 luglio 1856 – Florencio Varela, 22 luglio 1907) è stato un medico e politico italiano naturalizzato argentino. È stato sindaco di Florencio Varela, oltre ad essere uno dei fondatori della città. Ha creato ed è stato presidente della società italiana La Patriottica. Prestò servizio di medico volontario a Ruvo di Puglia, Napoli e Florencio Varela, era solito curare i suoi pazienti senza alcun costo e in alcuni casi fu solito fornire loro medicinali e denaro.

## Biografia
Nato e cresciuto a Ruvo di Puglia, fu figlio di Antonio Boccuzzi e Rachele Cassano. Si laureò in medicina presso l'Università di Napoli il 6 settembre 1882, ma i suoi studi non terminarono qui, in quanto continuò a istruirsi negli stabilimenti medici napoletani.
Prestò servizio come medico voltontario durante l'epidemia di colera che colpì Napoli nel 1884. Due anni più tardi tornò a Ruvo, afflitta dalla stessa epidemia, per curare gli ammalati. Nel suo paese natio fu acclamato come Consigliere Comunale, tuttavia dovette rassegnare le dimissioni in quanto costantemente impegnato a Napoli, per via del suo lavoro. I suoi studi contribuirono a compiere importanti progressi sulla difterite e sulla tubercolosi polmonare.
Si recò per la prima volta in Argentina nel 1885 e giunse alla città di San Juan il 5 settembre, quando il paese fu distrutto da un ciclone, tuttavia non si perse d'animo e curò le vittime cercando di proferire parole di conforto, pur avendo poca dimestichezza con il castigliano. Ricostruita la città come Florencio Varela, fu il primo a richiedere la costruzione di un ospedale, avvenuta soltanto nel 1911.
Il dottor Boccuzzi riunì i suoi compatrioti immigrati nella Società Italiana Cosmopolita "La Lira" e formò un gruppo musicale che fu in grado di suonare ad orecchio, ma fedelmente, pezzi di Giuseppe Verdi, di cui Boccuzzi era un ammiratore. "La Lira" si trasformò poi in Società Italiana di Mutuo Soccorso "La Patriottica", la quale si occupava di fornire assistenza nel campo sociale, sanitario ed economico agli immigrati italiani.
Le prime elezioni comunali di Florencio Varela si svolsero il 27 novembre 1882 e pur essendo italiano e residente da soli quattro anni, fu eletto Consigliere assieme a Peter Bourel, Camilo Vázquez e Sotelo Devincenzi. Nel 1893 la provincia di Buenos Aires fu amministrata da Jorge Saavedra, il quale assunse come consigliere Nicola Boccuzzi. Tuttavia poco tempo dopo, Bourel si dimise dalla carica di sindaco di Florencio Varela e Boccuzzi fu nominato nuovo primo cittadino. Durante la sua amministrazione pose le basi per la costruzione di una piazza e del pubblico macello, costruzioni poi finalizzate durante il governo del successivo sindaco, Luis Villar, eletto nel 1899.
Ebbe un malore in Plaza de la Constitución a Buenos Aires dovuto ad un cancro al petto. Sul letto di morte, fu confortato e curato dai medici più famosi del tempo, tra cui Silvio Dessy, anch'egli di origini italiane. Perse la sua lotta con il cancro e morì a 51 anni il 22 luglio 1907. Le sue ultime parole furono "Figlio mio, figlio mio...".

## Tributi

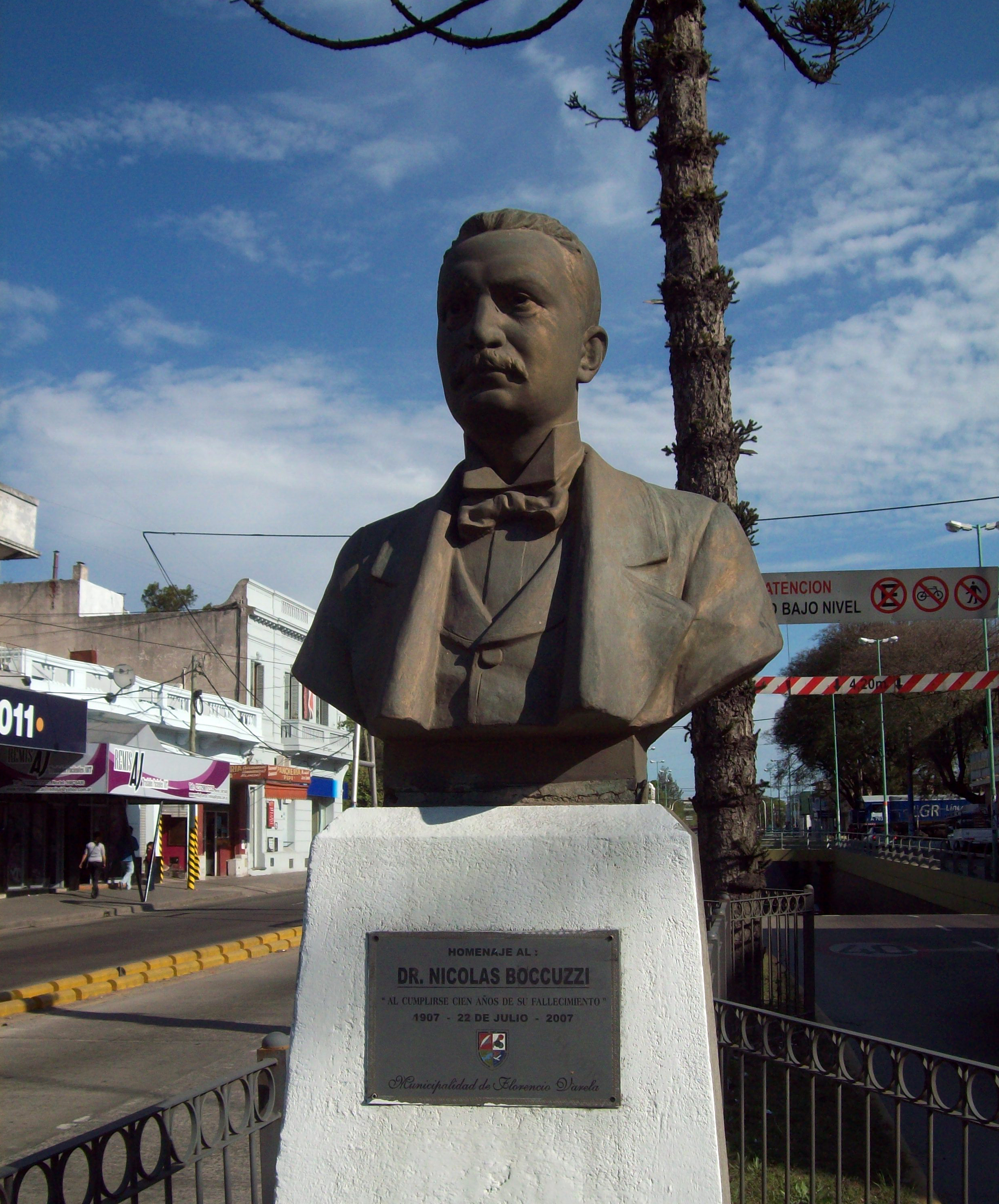
Busto di Nicola Boccuzzi a Florencio Varela

L'anno dopo la sua morte, fu realizzato, a Florencio Varela, un busto, collocato tra un viale della Avenida San Martín e la via che porta il suo nome; il monumento fu realizzato dallo scultore italiano Humberto Somadossi.
Nella stessa città gli fu intitolata una scuola pubblica sita tra via San Nicolás e via Rosario.
Nel 2007 il poeta varelense Julio Jorge Faraoni gli dedicò una poesia. In quell'anno, essendo il centenario della morte di Boccuzzi, ci sono stati diversi tributi in sua memoria e sono stati emessi francobolli speciali con la figura del medico ed emessi biglietti della lotteria con il suo volto. Vari eventi si sono tenuti nel cimitero locale, dove riposano i suoi resti, e a Florencio Varela, eventi poi proclamati di interesse provinciale.
Gli fu intitolata una camera del Centro di Salute Villa Vatteone, sita a Florencio Varela sull'Avenida 12 de octubre.